# シノブ
シノブは、着生のシダ植物。日本では観賞用に採取・栽培されることがある。

## 特徴
シノブ (Davallia mariesii Moore ex Baker) は、シダ植物門シノブ科に属するシダである。樹木の樹皮上に生育する着生植物である。
葉は3～4回羽状複葉っぽく裂け、全体としては卵形になる。小葉は先がやや細い楕円形。やや厚みがある革状の葉質をしている。小葉の裏面には、小葉全体より一回り小さいだけの胞子のう群がある。胞子のう群は包膜に包まれて、全体としてはコップ形で、先端の方に口が開いている。葉は冬に落ちる落葉性。ただし、南西諸島のものは常緑である。
茎は太くて長く伸び、表面には褐色の鱗片が一面にはえる。茎は樹皮に根で張りつき、枝分かれしながら樹皮の上をはい回る。よく育てば、木の幹の回り一面に広がって葉をつける。

## 利用
日本列島では北海道の一部から南西諸島に掛けて、国外では朝鮮半島南部、中国、台湾に分布する。山地の森林内の樹木などに着生するが、古くから栽培された。特に棕櫚皮などを丸く固めたものにシノブを這わせ、紐で吊るせるようにしたものをシノブ玉と呼び、軒下などに吊り下げて鑑賞した（つりしのぶまたは釣りしのぶ。夏の季語）。通常は苔と組み合わせ、場合によってはセッコクなどもこれにつけた。
なお、近年は、より葉が分厚く、台湾産の種である常緑のトキワシノブ(Humata tyermanii)が栽培されている。

## 文化
シノブの名は古来より和歌などにも見られ、長く観賞の対象となっていたことをうかがわせる。和名の意味は「忍」であり、「堪え忍ぶ」性質が強いためと言われる（岩槻、1992、p.115.）。

## 近縁種等
国内の近縁種には、葉がはるかに厚くて固く、二回羽状複葉っぽく浅く裂けるキクシノブ(Pachypleuria repens (L.f.))がある。紀伊半島から九州まで分布する希少種である。名前は葉が菊の葉に似ることから。また、琉球列島のシマキクシノブ(P. vestita (Bl.))は葉がさらに細かく裂けることで区別できる。

## シダの古名としてのシノブ
シノブはシダの古名のひとつでもあり、この名を持つシダは数多い。代表的なものにノキシノブ・タチシノブ・ホラシノブなどがある。また、カニクサにはツルシノブという別名がある。